# Papamosques dels Nilgiri
El papamosques dels Nilgiri (Eumyias albicaudatus) és una espècie d'ocell de la família dels muscicàpids (Muscicapidae) de l'est asiàtic. És endèmic dels Ghats Occidentals i les muntanyes dels Nilgiri, al sud de l'Índia, on habita els boscos més elevats. El seu estat de conservació es considera de risc mínim.